# Lippborg
Lippborg – dzielnica (Ortsteil) wiejskiej gminy Lippetal w powiecie Soest, w kraju związkowym Nadrenia Północna-Westfalia, w rejencji Arnsberg.

## Demografia
Według danych z marca 2023 roku w Lippborg mieszkało 3055 mieszkańców. Według danych z marca 2025 roku liczba mieszkańców Lippborg wzrosła do 3076. 1582 mieszkańców to mężczyźni, a 1494 to kobiety.

## Geografia

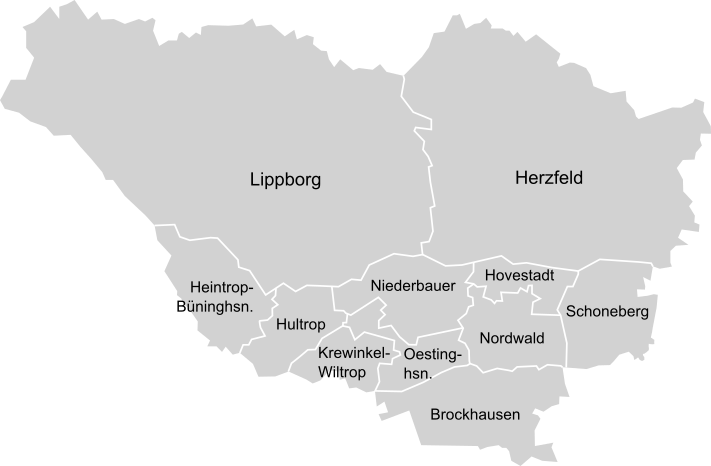
Dzielnice Lippetal

Lippborg jest największą dzielnicą i położona jest we wschodniej części Lippetal, graniczy z czterema innymi dzielnicami: Herzfeld, Niederbauer, Hultrop i Heintrop-Büninghausen.
Lippborg położone jest na północnym brzegu rzeki Lippe w południowej części Münsterland.

## Historia

### Reorganizacja gmin
W ramach reorganizacji gmin 1 lipca 1969 roku Lippborg wraz z 11 innymi miejscowościami stało się częścią nowej gminy Lippetal.